# Auguste-Emile-Marie-Jean-Armand Baesens
Auguste-Emile-Marie-Jean-Armand Baesens (* 14. Dezember 1879; † 1957) war ein Generalleutnant der belgischen Streitkräfte.

## Leben
Baesens absolvierte eine Offiziersausbildung und fand nach dessen Abschluss verschiedene Verwendungen im Heer. Am 26. Dezember 1936 wurde er zum Generalmajor befördert. Nachdem er in den Ruhestand versetzt worden war, erfolgte zu Beginn des Überfalls der deutschen Wehrmacht 1940 seine Rückberufung in den aktiven Militärdienst. Er war daraufhin Kommandeur der Artillerie des II. Korps und wurde zuletzt Generalleutnant.

## Weblink
- Eintrag in Generals.dk

| Personendaten    | Personendaten                            |
| ---------------- | ---------------------------------------- |
| NAME             | Baesens, Auguste-Emile-Marie-Jean-Armand |
| KURZBESCHREIBUNG | belgischer Generalleutnant               |
| GEBURTSDATUM     | 14. Dezember 1879                        |
| STERBEDATUM      | 1957                                     |